# プロジェクトQ
『プロジェクトQ』は、2002年1月7日から3月25日の間朝日放送（ABCテレビ）の『百万馬力』枠で放送されていたクイズ番組。

## 内容
毎週、週代わりのクイズ企画に一般出場者が挑戦。最高30万円の賞金を目指した。
2000年代初期は、『クイズ$ミリオネア』（フジテレビジョン）『タイムショック21』（テレビ朝日）等、視聴者参加のクイズ番組が復興する兆しがあったが、あくまで芸能人参加のおまけ的な扱いであったり、過剰な演出に覆われる印象があった。この番組は逆に、クイズそのものや出場者をメインにした構成により、純粋な一般参加型クイズ番組として、クイズファンを中心に支持を獲得、12回のレギュラー放送の後に一度だけ特番も放送された。
また、ほとんどのスタッフが『パネルクイズ アタック25』と重複していた事もあってか、「早押しクイズ＋ボードゲーム」という、1980年代に朝日放送制作のクイズ番組で頻繁に用いられたスタイルを踏襲した企画が多かった。

## 出演
司会
- 後藤ひろひと

出題ナレーター
- 加藤明子（朝日放送アナウンサー）

## 全12回および特番の企画概要

### 第1回「目指せ100問!」
- 出場者4人。
- 早押しクイズによる予選（5問正解で勝ち抜け、誤答は2問の間休み）で、30万円に挑む1人を決定。
- 予選を勝ち抜いた出場者は、1人で早押しクイズに挑み、15分間で100問正解できれば賞金30万円獲得。

### 第2回「といえばクイズ」
- 出場者4人による、1対1トーナメント。
- 問題が全て、「○○といえば△△。では～」という構文の早押しクイズ。更に、○○には直前の問題の正解が入っており、問題が繋がっていた。
- 5問1セットの5セット勝負（決勝は6セット）で、より多く正解した方の勝利。
- 決勝で勝利した人が優勝、正解数×1万円の賞金を獲得。

### 第3回「クイズ!選択せよ」
- 出場者4人。
- 早押しクイズ。
- 問題は全て、選択式。但し、選択肢自体もクイズの問題文になっており、先に選択肢を示す問題を読み上げてから、本題となる問題が読み上げられる流れ。
- 正解なら、その問題の選択肢の数だけポイントを獲得。
- 最終的にポイントが最も多かった人が優勝、ポイント×4,000円の賞金を獲得。

### 第4回「クイズ!五目並べ」
- 出場者4人による、1対1トーナメント。
- 早押しクイズに正解したら、9×9の升目に自分の色の碁石を1個置く。
- 五目並べ同様、自分の石を一列に5個並べれば勝利。なお、五目並べの禁じ手は適用されない。
- 予選は1勝、決勝は2勝先取。
- 決勝で勝利した人が優勝、最高賞金30万円を賭けたゲームに挑戦。
  - 決勝で対戦した2人が、予選及び決勝で置いた数と同数の碁石が箱に入れられており、その中から6個を取り出す。取り出した石の中に含まれていた自分の石1個につき、賞金5万円。

### 第5回「パーフェクトアンサー」
- 出場者4組8人（ペア戦）。
- 問題が全て、正解が複数在る早押しクイズ。早押しで解答権を得た後、15秒以内に口頭で答えた後、ボタンを押して解答完了を示す。
- 過不足無く正解を全て答えたら、正解の個数と同じ数のポイントを獲得。
- 最終的にポイントが最も多かったペアが優勝、最高賞金30万円を賭けた最終問題に挑戦。
  - 問題は1問のみ。90秒以内に挙げる事のできた正解の数×1万円の賞金を獲得。

### 第6回「クイズ!デリートせよ」
- 出場者4人。
- 早押しクイズ。
- 1問正解する度に、「テレビはあさひほうそう クイズはプロジェクトQ」の22文字の中から1文字を答えて、その文字をデリート（消去）し、ポイントを獲得。
- 残り文字数が少なくなるにつれて、獲得できるポイントも増えていく。但し、既に消去された文字や、そもそも22文字の中に含まれていない文字を答えたら、ノーポイントとなる。
- なお、22文字の文章や既にどの文字が消去されているかは出場者には見えていない為、出場者はどの文字が残っているかを把握している記憶力も試される。
- 全22文字が消去された時点で、最もポイントの多かった人が優勝、ポイント×6,000円を獲得。

### 第7回「ランキング クイズ」
- 出場者4人。
- 出題される問題は全て、ランキングの上位数項目（ベスト3、ベスト5、ベスト10）を答えていく問題。出場者は、早押しで解答権を得たら、1位から順番に1項目ずつ答えていく。
- 正解すれば2位、3位、・・・と続けて解答できるが、誤答した時点で解答権を失う。そして、残っている人で再度早押し。
- 1位正解で1ポイント、2位正解で2ポイント、・・・と下位になる程、正解した時に加算されるポイントが多くなる。
- 最終的にポイントが最も多かった人が優勝、最高賞金30万円を賭けた最終問題に挑戦。
  - 問題はベスト10を答える1問のみ。1位から順番に解答して、正解した項目数×30,000円を獲得。

### 第8回「クイズ!トライアングル」
- 出場者3人。
- 早押しクイズ。
- 1問正解する度に、4×4に並べられた点の中から、縦・横・斜めのどれかで隣り合う2点を1本の線でつなぐ（中央には1本、3人とも利用できる、金色のオールマイティの線が予め引いてある）。
- 自分が引いた線（とオールマイティ）のみで作られた三角形1個につき1ポイント。
- 線が全て引かれたら、「逆転クイズ」を5問出題。1問正解する度に、相手の線を1本、自分のものにする事ができる。
- 最終的にポイントが最も多かった人が優勝（同ポイントの場合、線の数が多い方を優先）。（三角形の数＋線の数）×4,000円の賞金を獲得。

### 第9回「クイズ!ビンゴ ビンゴ ビンゴ」
- 出場者4人による、1対1トーナメント。
- 予め、4×4に区切られた升の中央4マスには、黒・白各2枚ずつ駒が置かれている。
- 早押しクイズに正解したら、空いている1マスに自分の駒を置く。この時リバーシの様に、相手の駒を挟んでいたら、それをひっくり返して自分の駒にする事ができる。但し、同じくリバーシをベースにした『パネルクイズ アタック25』とは異なり、挟める駒があったら必ず挟まないといけない必要はない。
- 先に自分の駒を縦・横・斜めのどれか一列に並べたら、ビンゴ成立で勝利。16マス全て埋まった時点で、どちらもビンゴができなかった場合、置いた駒の数が多い方の勝利。
- 決勝で勝利した人が優勝、最高賞金30万円を賭けたゲームに挑戦。
  - 決勝で対戦した2人が、予選及び決勝で置いた数と同数の碁石が箱に入れられており、その中から6個を取り出す。取り出した石の中に含まれていた自分の石1個につき、賞金6万円。

### 第10回「クイズ!ポーカー」
- 出場者3人。
- 早押しクイズ。
- 各自には手札として5枚、全員が見られる様に表を向けて、カードが配られる。
- 1問正解する度に、要らないカードを交換する。カードは必ず1枚以上交換しないといけない。また、新たに配られたカードも表に向けられる。
- 3人合わせて5回カードが交換された時点で、そのセットは終了。最終的に完成したカードの役に応じて、ポイントを獲得。
  - ノーペア→0P、ワンペア→1P、ツーペア→2P、スリーカード→3P、ストレート→4P、フラッシュ→5P、フルハウス→6P、フォーカード→7P、ストレートフラッシュ→8P、ロイヤルストレートフラッシュ→9P、ファイブカード→10P。
- 基本的に用いるカードは52枚。但し後半2セットは、更にジョーカー2枚が追加されて54枚になる。
- 最終的に最もポイントが多かった人が優勝、最高賞金30万円を賭けたゲームに挑戦。
  - ジョーカー2枚を除いた52枚でポーカーゲーム。最大5回までカード交換が許され、最終的に成立した役に応じた賞金を獲得。
  - ノーペア→0円、ワンペア→50,000円、ツーペア→100,000円、スリーカード→150,000円、ストレート→200,000円、フラッシュ→250,000円、フルハウス以上→300,000円。

### 第11回「クイズ!三国志」
- 出場者9人による、3人対戦のトーナメント。対戦する3人はそれぞれ、赤・黄・緑のどれか1色を受け持つ。
- 早押しクイズ。
- 1問正解する度に、「赤・黄」「黄・緑」「緑・赤」の3種類のドミノの中から、自分の色が含まれているドミノを1個、13×13に升が区切られたボードに置く。
  - 最初に正解した人はドミノの片側が中央のマスに乗る様に、以降は既に置かれたドミノに接する様に、それぞれ置かないといけない。
- 自分の色を4目（決勝は5目）、縦・横・斜めのどれか一列に並べたら勝利。
- 決勝で勝利した人が優勝。決着が着くまでに置かれたドミノの個数に応じて、最高30万円の賞金を獲得。
  - 5個→300,000円、6～10個→250,000円、11～15個→200,000円、16～20個→150,000円、21～25個→100,000円、26個～→50,000円。

### 第12回「クイズ!ルーレット」
- 出場者3人。
- 早押しクイズ。
- 前半は、ルーレットの数字を争奪。1問正解する度に、1～18の中から1個を選んで、その数字を自分の所有にする事ができる。
- 後半は、ルーレットに挑戦。1問正解する度に、ルーレットを1回回す。自分の数字または「0」「00」に入ったら1ポイント。
- 3ポイント先取で優勝、最高30万円の賞金を賭けたゲームに挑戦。
  - ルーレットに6回挑戦。自分の数字または「0」「00」に入った回数×50,000円の賞金を獲得。

### 特番

#### 予備予選
- 318人の出場希望者を、筆記30問及び面接で16人に絞る。
- 16人は、Aブロック・Bブロックに8人ずつ振り分けられて、予選に挑む。

#### 予選Aブロック「一撃必殺!サドンデス～荒野の早撃ちガンマン　答えられるのは1回だけ!～」
- 早押しクイズ。
- 1問正解で一旦クイズから抜ける。
- 1回でも不正解した場合、「サドンデス」（即失格）。
- 誰も不正解しなかった場合、最後まで残ってしまった1人が失格。
- どちらの場合も失格者が出るたびに勝ち抜けをリセットする。
- まずはこれを残り2人になるまで繰り返す。
- 残り2人になった時点で、最終戦。先に3問正解するか相手がお手つき誤答をすれば勝利、決勝進出となる。

#### 予選Bブロック「ゲット!ザ・ポールポジション 〜早くイッちゃイヤーン〜」
- 早押しクイズと一問一答クイズの2パートに分かれる。
- まず、早押しを出題。1問正解した時点で列に並ぶ。（お手つきは2問休み）全員が列に並んだら、先頭の人から順番に、一問一答のクイズに口頭で答える。
  - 列の後方になる程、出題される問題は難しくなる。
- 一問一答クイズは、全員が正解するか、誰かが誤答した時点で終了。誰かが誤答した場合、誤答した人と、その人の後ろに並んでいた人が全員失格。一問一答クイズが終わったら、並び順決めの早押しに戻る。
- これを繰り返して、最後まで残った1人が決勝進出（つまり、一問一答で2番目が間違えた時点で決着する事になる）。

#### 決勝
- 1対1の早押しクイズ。
- 最初に正解した側には「アドバンテージ」が与えられる。「アドバンテージ」を保持している間は、1問正解する度に1ポイント獲得。相手に正解されたら、「アドバンテージ」が移動する。
- 5ポイント先取で賞金50万円獲得。そして更なる賞金アップを賭けてファイナルステージに進むか、そのまま10万円賞金を追加してファイナルステージ挑戦を放棄するか選ぶ。

#### ファイナルステージ「7分間で50問正解すれば賞金計100万円」
- 第1回同様、1人早押しクイズで、7分以内に50問正解を目指す。
- 成功すれば賞金が50万円増額して100万円になるが、失敗したら賞金は50万円のまま。